# جنیفر کراکر
جنیفر کراکر (انگلیسی: Jennifer Crocker؛ زادهٔ ۱ ژانویهٔ ۲۰۰۰) پژوهشگر اهل ایالات متحده آمریکا است. استاد و محقق برجسته در روان‌شناسی اجتماعی در دانشگاه ایالتی اوهایو است.